# Старый Надым
Ста́рый Нады́м — упразднённый рабочий посёлок Надымского района Ямало-Ненецкого автономного округа России. В 2004 году включен в состав города Надым.
Ныне опустевшая отдалённая правобережная часть города (иногда как микрорайон Правобере́жный).

## География
Расположен на правом берегу реки Надым, в 15 км к северо-востоку от города Надым.

## История
В 1950-х годах через посёлок проходила Трансполярная магистраль. С 1970-х Старый Надым — конечный пункт восстановленного участка магистрали Старый Надым — Новый Уренгой. 
В 1979 году присвоен статус рабочего посёлка.
В 2006 году организовано пассажирское сообщение, но пока только для перевозки вахтовиков.
В 2004 году Старый Надым был включён в черту г. Надым.
12 сентября 2015 года открыта автомобильная часть моста через реку Надым, все части города стали постоянно связанными с «большой землёй».
По состоянию на 2021—2022 годы посёлок полностью расселен и разрушен, что видно по спутниковым снимкам.

## Население
| 1989 | 2002  |
| ---- | ----- |
| 7001 | ↘2758 |